# منطقه حفاظت‌شده طبیعی ساتاپلیا
منطقه حفاظت‌شده طبیعی ساتاپلیا (به لاتین: Sataplia Strict Nature Reserve) یک منطقه حفاظت‌شده در گرجستان است که در تسقالتوبو واقع شده‌است.